# René Reyes Navarro
René Reyes Navarro (Santiago, 6 de agosto de 1903 - Chañaral, 29 de septiembre de 1979) era un abogado y político comunista chileno. Contrajo matrimonio con Inés Cruz Fuenzalida (1930).
Educado en el Internado Nacional Barros Arana y en la Universidad de Chile, de donde egresó como abogado (1929). Se desempeñó como abogado en Valparaíso e Iquique, donde adoptó la defensa de los derechos sindicales.
Miembro del Partido Comunista, hubo un período en que fue parte del Partido Progresista Nacional, nombre que recibió el comunismo durante su período de ilegalidad por la Ley de Seguridad del Estado.
Fue futbolista y dirigente deportivo. Entre los años 1923 y 1933 defendió los colores del Santiago National, y se desempeñaba en el puesto de delantero.
Alcalde de la Municipalidad de Iquique (1941-1944) y Regidor de Iquique (1960-1971).
Durante la dictadura militar fue detenido en innumerables ocasiones y sometido a torturas. Trasladado a Chañaral, donde falleció.